# スタートレックに登場した惑星の一覧
スタートレックに登場した惑星の一覧（スタートレックにとうじょうしたわくせいのいちらん）は、SFテレビドラマ『スタートレック』シリーズに登場する架空の惑星の一覧である。
なお、日本語版ではシリーズ第一作『宇宙大作戦』以来、「第○惑星」とともに「○号星」「○番星」という慣用表現がされている（『宇宙大作戦』放映当時はまだ天文学関連の用語が一般に定着しておらず、原語「planet」の訳語も「惑星」と「遊星」が並立していた）。

## あ行
- アンタレス第4惑星
- アンドア、アンドリア
- ヴィディア
- エッソフ4号星
- エルバ2
- エレージア
- オカンパ
- オルガニア

## か行
- 火星 - テラフォーミング化されていたが壊滅
- カターラス
- カミナー[1]
- カーデシア・プライム - カーデシアの首都
- クイジャン[2]
- キトマー
- クロノス - クリンゴン帝国の首都。
- コルバン第2惑星[3]

## さ行
- ザヒア
- シャ・カ・リー
- ズィンダス
- セティアルファ第5惑星
- セティアルファ第6惑星
  - 本来、くじら座アルファ星の意味ならアルファセティとなるところ（例：くじら座タウ星はタウセティ）だが、設定上ではセティが先となっている。

## た行
- ダナス5号星
- タラックス
- タルサス４号星
- タロス4号惑星
- 地球 - 惑星連邦の首都。
- デネブ第4惑星
- デノビラ・トライアクサ
- テラー
- テラリジウム[4]
- デルタ第4惑星
- トリル
- ドクタリ・アルファ

## な行
- ナレンドラ第3惑星
- ニバー[5]
- ニビル
- ネペンセ
- ノーシカー

## は行
- バイナス
- バクー
- ハノン第4惑星
- バルカン - 後にニバーに改称されロミュラン人とバルカン人が共住する
- ヒーマ[6]
- フェレンギナー - フェレンギの首都
- ヴェリディアン第3惑星
- フンハウ[7]
- ベイジョー
- ベータゼッド
- ベテルギウス第2惑星
- ベレスタス
- ベンザー
- ボリアス第9惑星
- ボレス[8]

## ま行
- マザール
- メリディアン第3惑星

## ら行
- ライサ[9]
- ライジェル（ベータ・ライジェル）星系 - 12の惑星がある。そのうち有人であるのは第2惑星・第4惑星・第5惑星・第7惑星・第12惑星など。もともとは実在する恒星ライジェルのことだったがシリーズが進むうちに描写に矛盾が生まれたため架空の恒星ベータ・ライジェルのことになった。
- ルラ・ペンテ
- レミュス - 超新星により破壊
- ロミュラス - ロミュラン帝国の首都。超新星により破壊